# Luigi Fiorentino
Luigi Fiorentino (Mazara del Vallo, 13 febbraio 1913 – Trieste, 2 agosto 1981) è stato un poeta e saggista italiano.

## Biografia
Dopo aver compiuto gli studi secondari a Trapani e gli studi universitari a Napoli, partecipò come ufficiale dell'esercito alla seconda guerra mondiale, durante la quale venne insignito due volte della croce di guerra al valor militare. Dopo l'8 settembre 1943 combatté contro i tedeschi, e venne internato nei lager della Polonia e della Germania.
Terminata la guerra e rientrato in Italia, si stabilì a Siena con la prima moglie Giulia Pia Montalto, e le figlie Ebe, Gloria e Graziella, cui si aggiunse qualche anno più tardi Fiora. Qui nel 1946 fondò la rivista Ausonia, che diresse fino alla morte che lo colse nel 1981 a Trieste, dove si era stabilito nel 1978 con la seconda moglie Francisca Cruz Rosòn e l'ultima figlia Beatrice. Nel 1953 fu candidato alla Camera dei deputati per il Partito Nazionale Monarchico, senza risultare eletto.
Negli anni della sua permanenza a Siena diresse anche la casa editrice Maia, che pubblicò opere di poeti italiani e stranieri, saggistica e teatro, e insegnò storia della letteratura italiana alla Scuola di Lingua e Cultura Italiana per Stranieri. Successivamente insegnò lingua e letteratura spagnola e letteratura ibero-americana nelle Università degli Studi di Siena, Arezzo e Trieste.
Critici italiani e stranieri come Enrico Falqui, Francesco Flora, Giuseppe Lipparini, Bruno Maier, Francesco Biondolillo, Guglielmo Lo Curzio, Juan Ramòn Jimenez, Daniel Rops, Paul Fort, Manuel Bandiera hanno scritto sulla sua produzione letteraria.
Lungo tutto l'arco della sua attività gli furono conferiti diversi premi: Isola d'Elba, San Pellegrino (Lauro, nel 1948), Chianciano, David, Sileno d'oro (1964, per la sua produzione critica e storica, insieme a Salvatore Quasimodo, che lo ricevette per la poesia), Pisa (anche questo nel 1964), Muse, Duccio, Renato Serra, Siciliano illustre.
Nel 2013, in occasione del centenario della nascita, la casa editrice romana Edilazio, in collaborazione con la famiglia, ha avviato una riedizione della principale produzione. Il primo volume Il compiuto discorso. Luigi Fiorentino, a cura di Raffaello Utzeri, raccoglie una selezione dell'opera poetica dal 1939 al 1969.

## Opere

### Poetiche
- Italia rinnovellata, Mazara del Vallo, Grillo, 1931.[8]
- Giovinezza in fiore, prefazione di P. Rosso Torti, Mazara del Vallo, Grillo, 1932.[8]
- Fiamme de l'anima, preambolo di A. Baccelli, Mazara del Vallo, Grillo, 1934.[8]
- Voci nell'ombra, Catania, Intelisano, 1940.[8]
- Cielo stellato, Lanciano, Carabba, 1942.[8]
- Scalata al cielo, prefazione di Aldo Capasso, Siena, Ausonia, 1948.[8]
- Basalto del tuo corpo, Siena, Maia, 1951.[8]
- Basalto, pref. di Francesco Flora, Siena, Maia, 1953.[8]
- Da Teocrito, Siena, Maia, 1954.[8]
- Cielo e pietra, Siena, Maia, 1957.[8]
- Sentimento di Grecia, Siena, Maia, 1960.[8]
- Un fiume, un amore, introduzione di Ettore Mazzali, Siena, Maia, 1961.[8]
- Occhio rosso, occhio verde, introduzione di Ettore Mazzali, Milano, Mursia, 1969.[8]

### Narrative
- Lotta Svard, Imperia, Alla Ribalta, 1941.[8]
- Sulla via del Kàlevada, Lanciano, Carabba, 1944.[8]
- Cavalli 8, uomini…, Milano, La Lucerna, 1946.[8]
- Santa Barbara, Siena, Ausonia, 1946.[8]
- Pietro Savorgnan di Brazzà, Torino, Paravia, 1954.[8]

### Storiche e di critica letteraria
- Lautréamont, Mendoza. Universidad Nacional de Cuyo, 1956.
- Caracteres de la literatura italiana, Xalapa, Universidad Veracruzana, 1956.
- Storia della letteratura italiana, Milano, Mursia, 1964-73, in sette volumi.
- Teocrito, Milano, Ceschina, 1970.
- Il balcone e le rondini. Bécquer nella vita e nella poesia, Siena, Maia, 1972.
- Il polso delle Muse, Milano, IPL, 1977.
- La protesta di Rosalia, Milano, Mursia, 1979.

### Antologie principali
- Sirenetta, Torino, Paravia, 1959; 2ª ed. 1961; 12ª ed., 1963.
- Narratori del Novecento, Milano, Mondadori, 1960; 7ª ed. 1968.
- Letture classiche. Da Omero ai Carmina Burana, Milano, Mondadori, 1962; 6ª ed., 1968.
- Le Nereidi, Torino, Paravia, 1964; 2ª ed., 1965.
- Prisma, con Walter Minestrini, Milano, Mondadori, 1967; 3ª ed., 1968.
- Il compiuto discorso. Luigi Fiorentino, antologia poetica 1939-1969, a cura di Raffaello Utzeri, Roma, EdiLet-Edilazio Letteraria, 2013.

### Traduzioni
- Stephane Mallarmé, Il pomeriggio di un fauno, Siena, Maia, 1950.
- André Chénier, Poesie scelte, Firenze, Sansoni, 1951.
- Il Cantare del Cid, Firenze, Fussi-Sansoni, 1959.
- Frédéric Mistral, Magalì, Siena, Maia, 1959.
- Luis de Góngora, Poesie e Poemi, Milano, Ceschina, 1970.
- Gustavo Adolfo Bécquer, Rime, Milano, Ceschina, 1971.
- Cantar de mio Cid. Cantare del Cid, ed. integrale bilingue, Milano, Mursia, 1976.